# Gyūtō

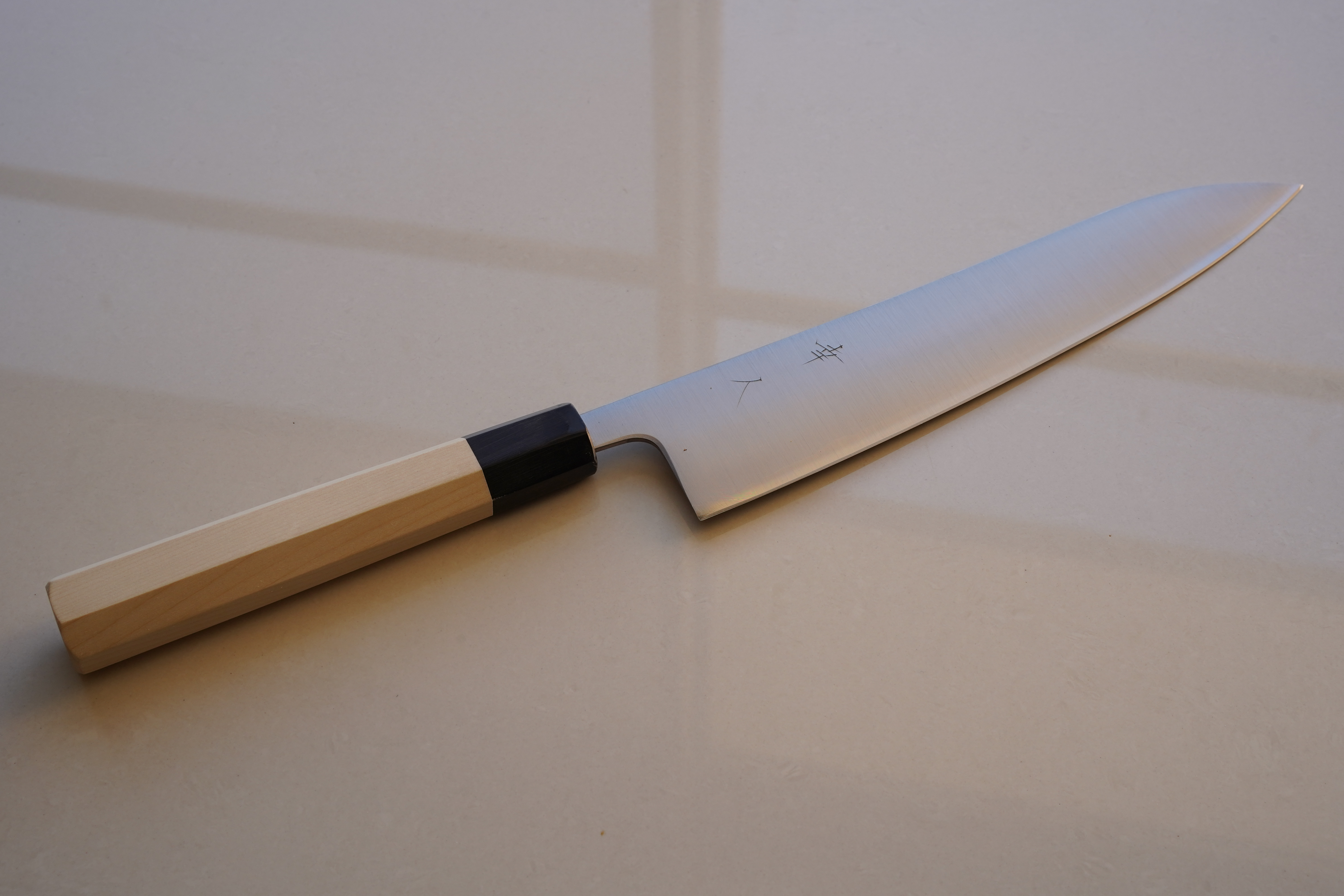
240mm Gyūtō, japanisches Kochmesser, beidseitiger Anschliff

Das Gyūtō (jap. 牛刀, dt. „Rindermesser“) ist ein japanisches Küchenmesser (Hōchō), das zum Zerlegen von Rindfleisch benutzt wird. Das Gyūtō verfügt über eine schlanke Klingenform für feinere Arbeiten mit ziehendem oder schiebendem Schnitt. Die Klinge kann einseitig oder beidseitig angeschliffen sein und ist bei einigen Modellen sehr dünn.
Es ähnelt dem westlichen/europäischen Kochmesser und kann auch für die gleichen Arbeiten eingesetzt und daher als Universalmesser angesehen werden.